# Biserica de lemn Sf. Ioan Bogoslov din Agapia

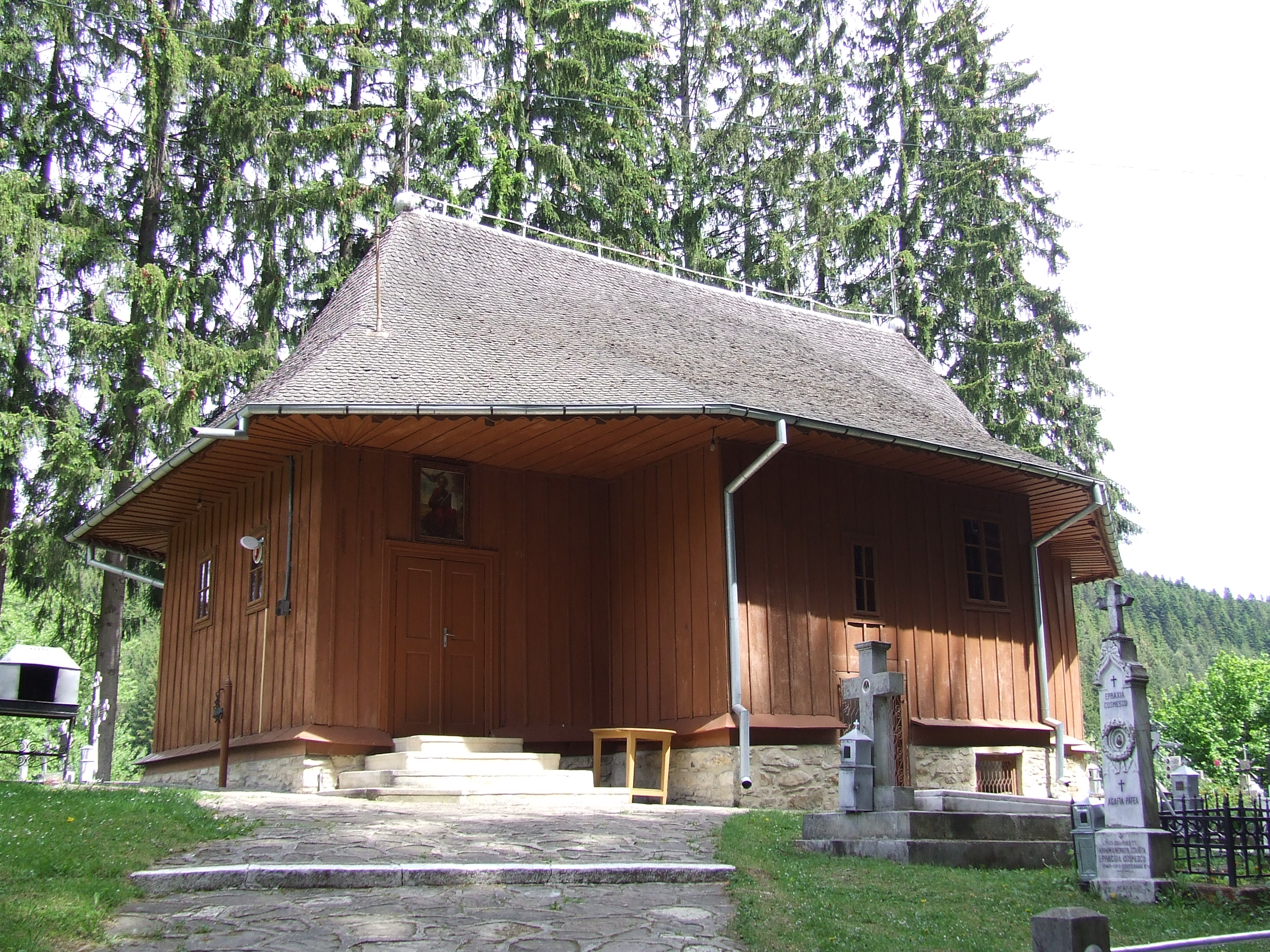
Biserica de lemn Sf. Ioan Bogoslov de la Mănăstirea Agapia

Biserica de lemn cu hramul Sfântul Ioan Bogoslov din Agapia a fost construită în anul 1821 în cimitirul Mănăstirii Agapia (aflată în județul Neamț), pe locul unei biserici vechi de lemn datând din preajma anului 1700. Ea se află în afara incintei, înspre nord.
Biserica de lemn „Sf. Ioan Bogoslov” de la Mănăstirea Agapia se află pe Lista Monumentelor Istorice din județul Neamț din anul 2004, având codul  NT-II-m-A-10627.03.

## Istoric și trăsături
În locul unde se află actualmente cimitirul Mănăstirii Agapia a fost construită în jurul anului 1700 o bisericuță de lemn, considerată a fi cea dintâi biserică de la Agapia din Vale. Biserica a ars în incendiul din 16 septembrie 1821, în timpul domniei lui Mihai Șuțu (1819-1821).
Ulterior, în timpul domniei lui Ioniță Sandu Sturdza (1822-1828), biserica de lemn a fost refăcută de către stareța Elisabeta Costache (sora Mitropolitului Veniamin Costache). În anul 1883, când stareță a Agapiei era maica Elisabeta Cerchez (sora generalului Mihail Cristodulo Cerchez), s-a reparat biserica de cimitir și s-a amenajat un osuar în subsol. 
Între anii 1977-1978 biserica a suferit ample lucrări de reparații: a fost căptușită pe exterior cu scânduri de culoare cărămizie și a fost pictată în interior în tehnica frescă de către ierodiaconul Vartolomeu Florea de la Mănăstirea Sihăstria. După finalizarea reparațiilor, lăcașul de cult a fost resfințit de către mitropolitul Teoctist Arăpașu al Moldovei și Sucevei.
În cimitirul din jurul bisericii au fost înmormântați prințul Grigore M. Sturdza (1821-1901), mitropolitul Irineu Mihălcescu (1874-1948) al Moldovei, arhimandritul Grigore Armencea, protosinghelul Nicodim Măndiță (1889-1975), profesorul I.D. Ștefănescu (1886-1981), fiica lui Al. Vlahuță, Margareta I.D. Ștefănescu (1885-1975), generalul Mihai Butescu (1878-1963) etc. 

## Arhitectura bisericii
Biserica de lemn „Sf. Ioan Bogoslov” de la Mănăstirea Agapia este din lemn și are formă de navă, fără turle. În interior, are două iconostase de o mare valoare istorico-artistică: unul montat pe arcul altarului, datând din secolul al XVIII-lea, și un altul aflat în pridvor, mult mai vechi, opera unui zugrav necunoscut.

## Imagini

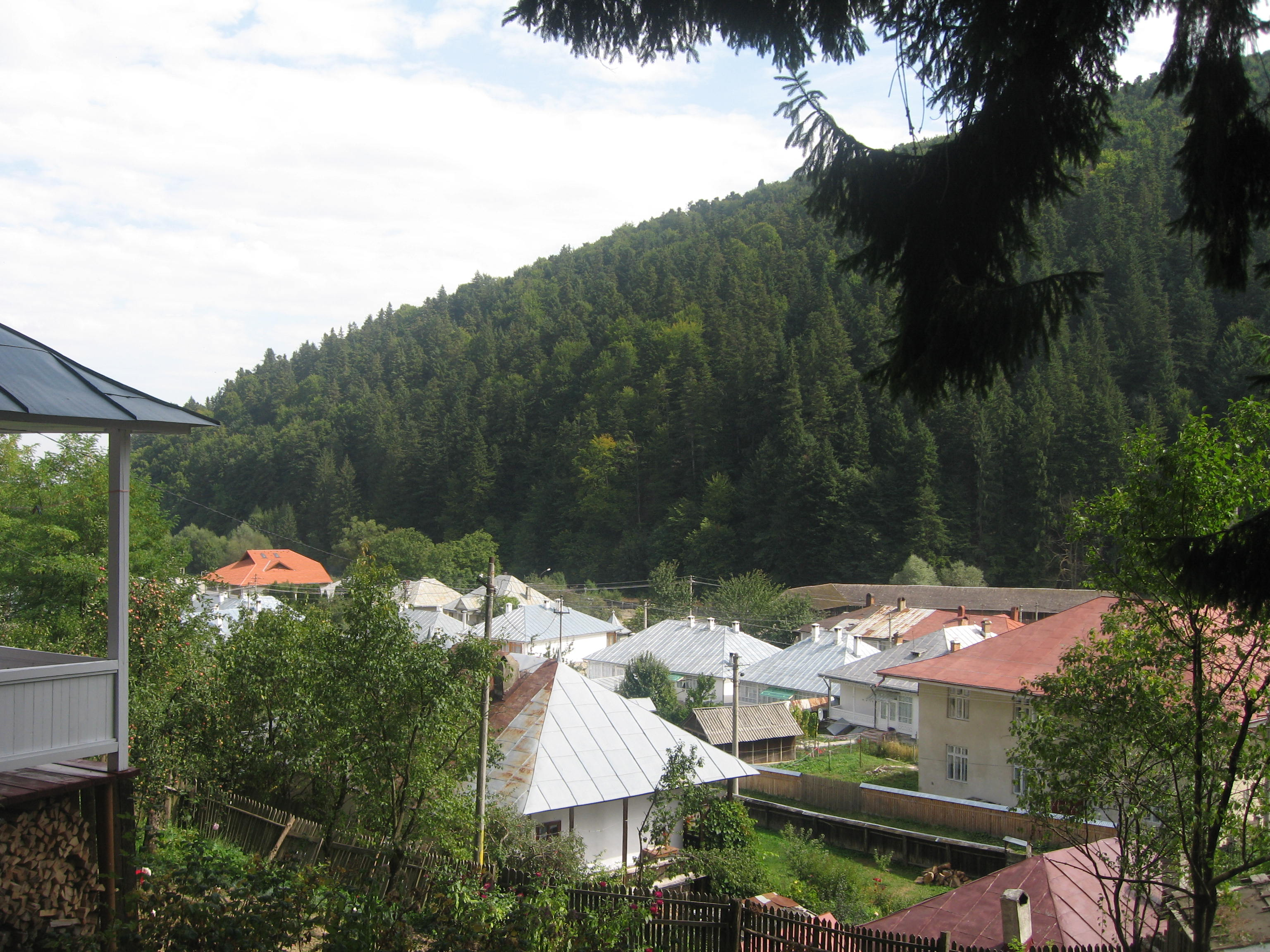
Chiliile de la Mănăstirea Agapia văzute de la biserica de cimitir
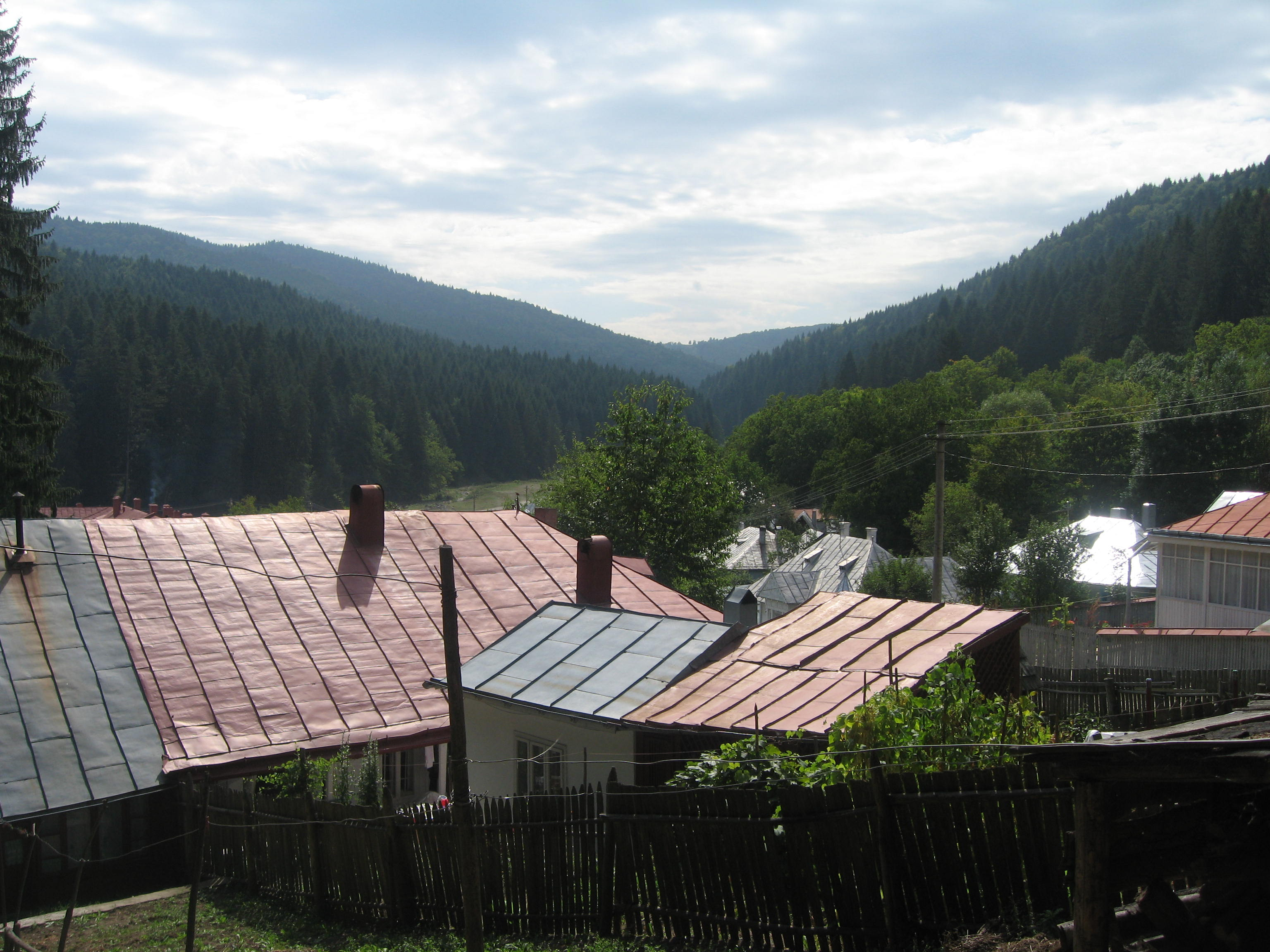
Piscuri împădurite văzute de la biserica de cimitir
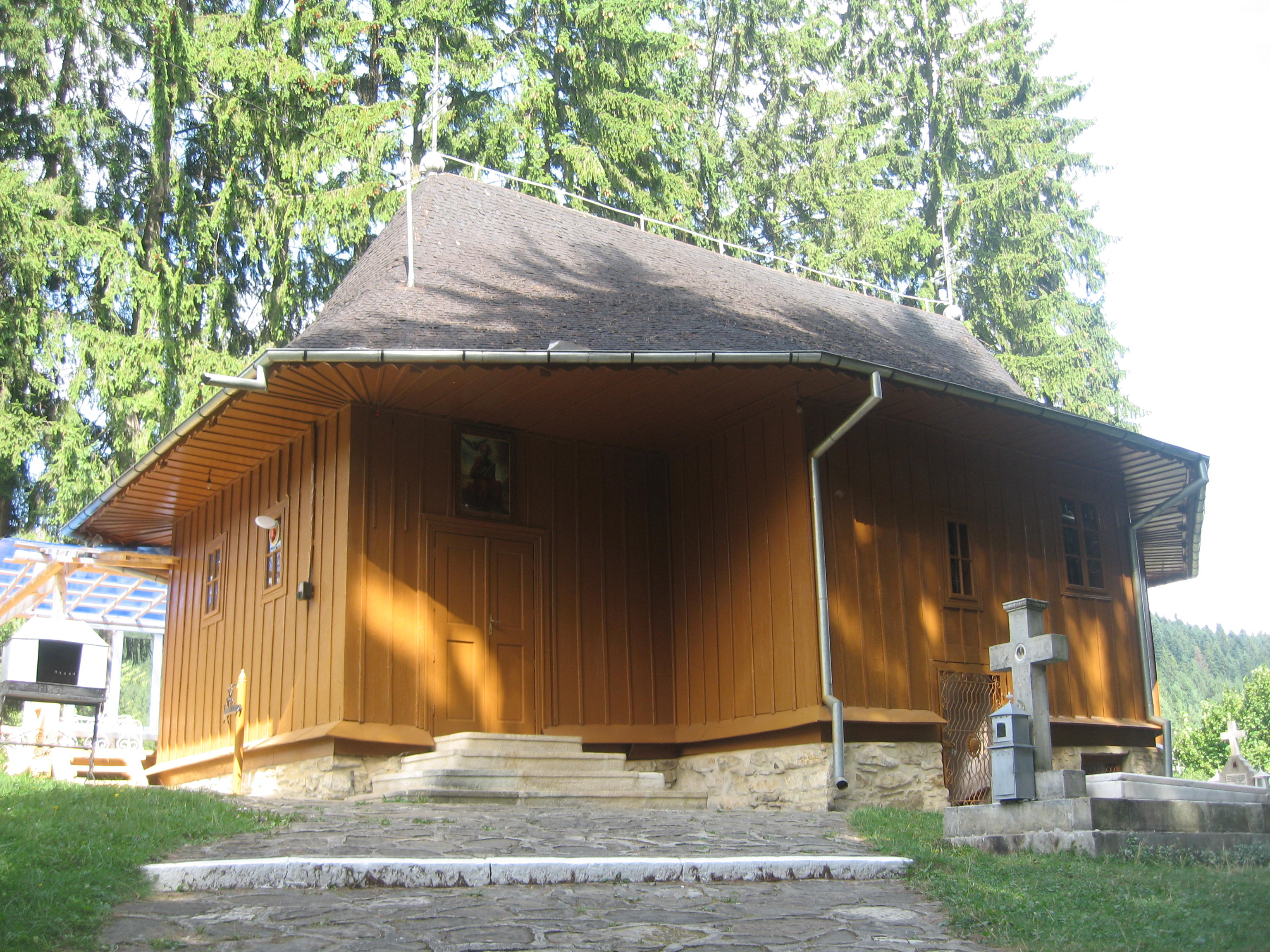
Biserica Sf. Ioan Bogoslov privită de la intrarea în cimitir (latura sudică)
Vedere laterală
Vedere din sud est
Absida altarului
Vedere din nord vest
Intrarea în biserică
Intrarea în osuarul de la subsol
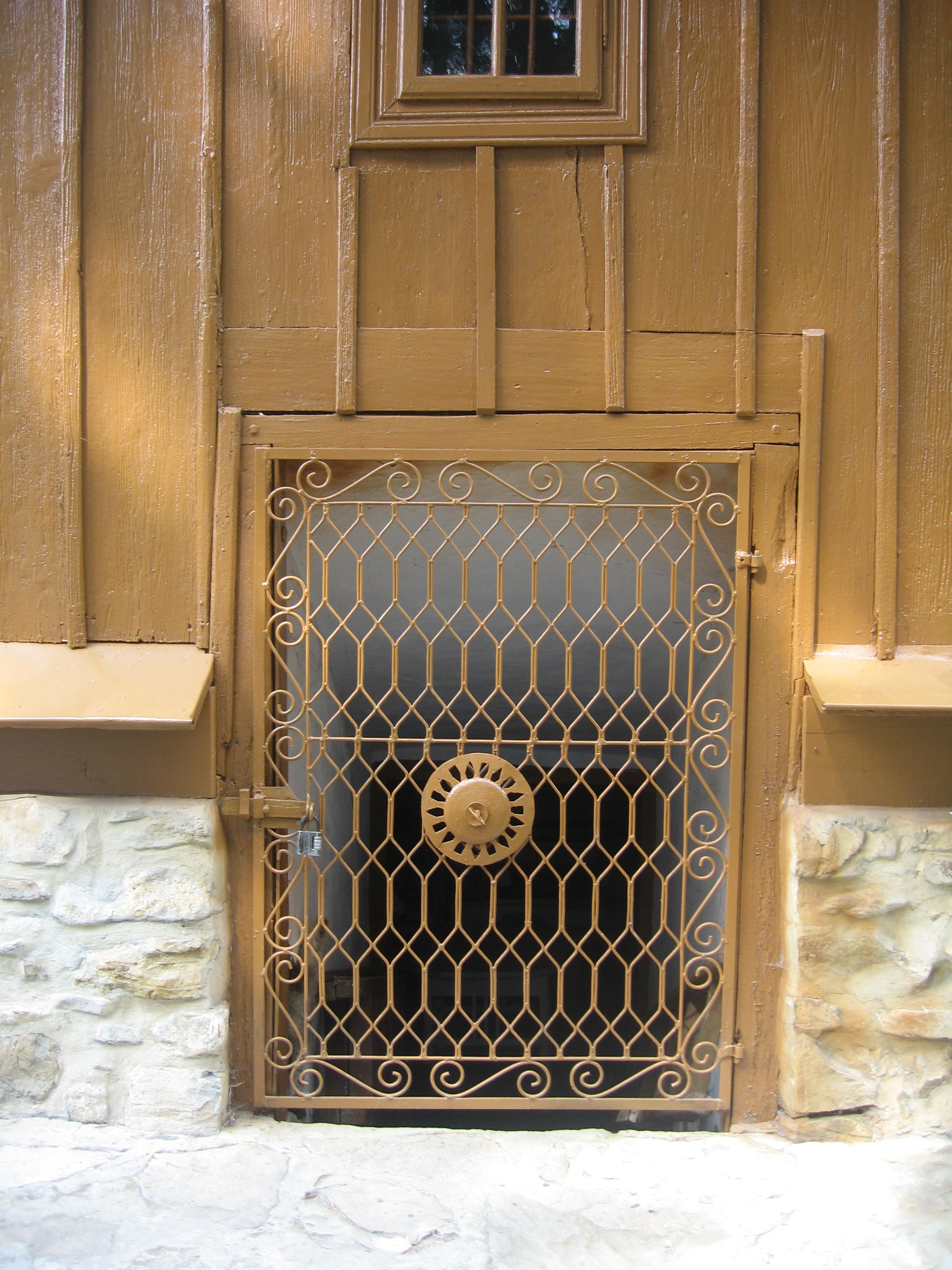
Intrarea în osuarul de la subsol
Toaca
Clopotnița și biserica văzute din vest
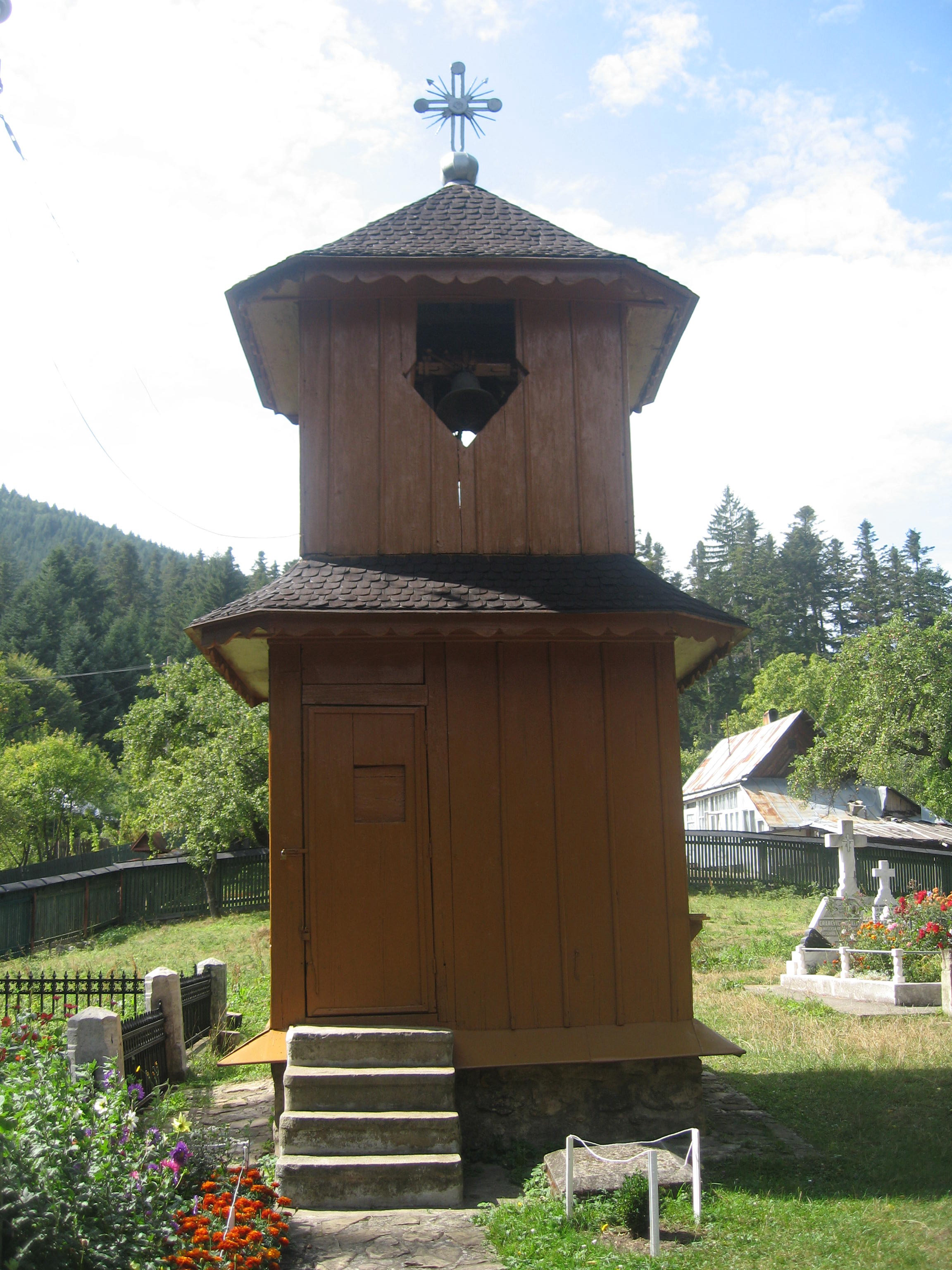
Clopotnița din lemn
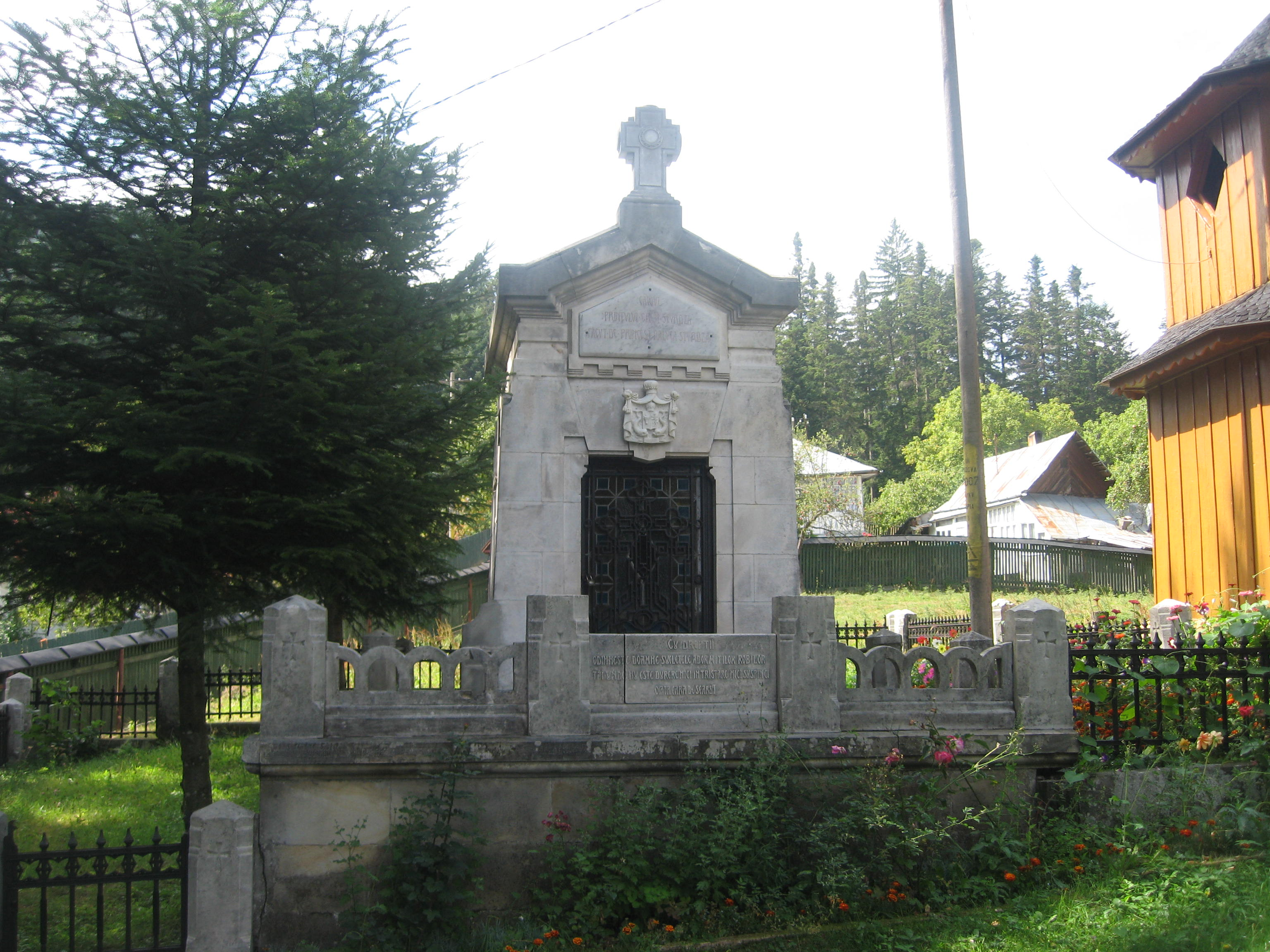
Cavoul prințului Grigore M. Sturdza în cimitirul mănăstirii
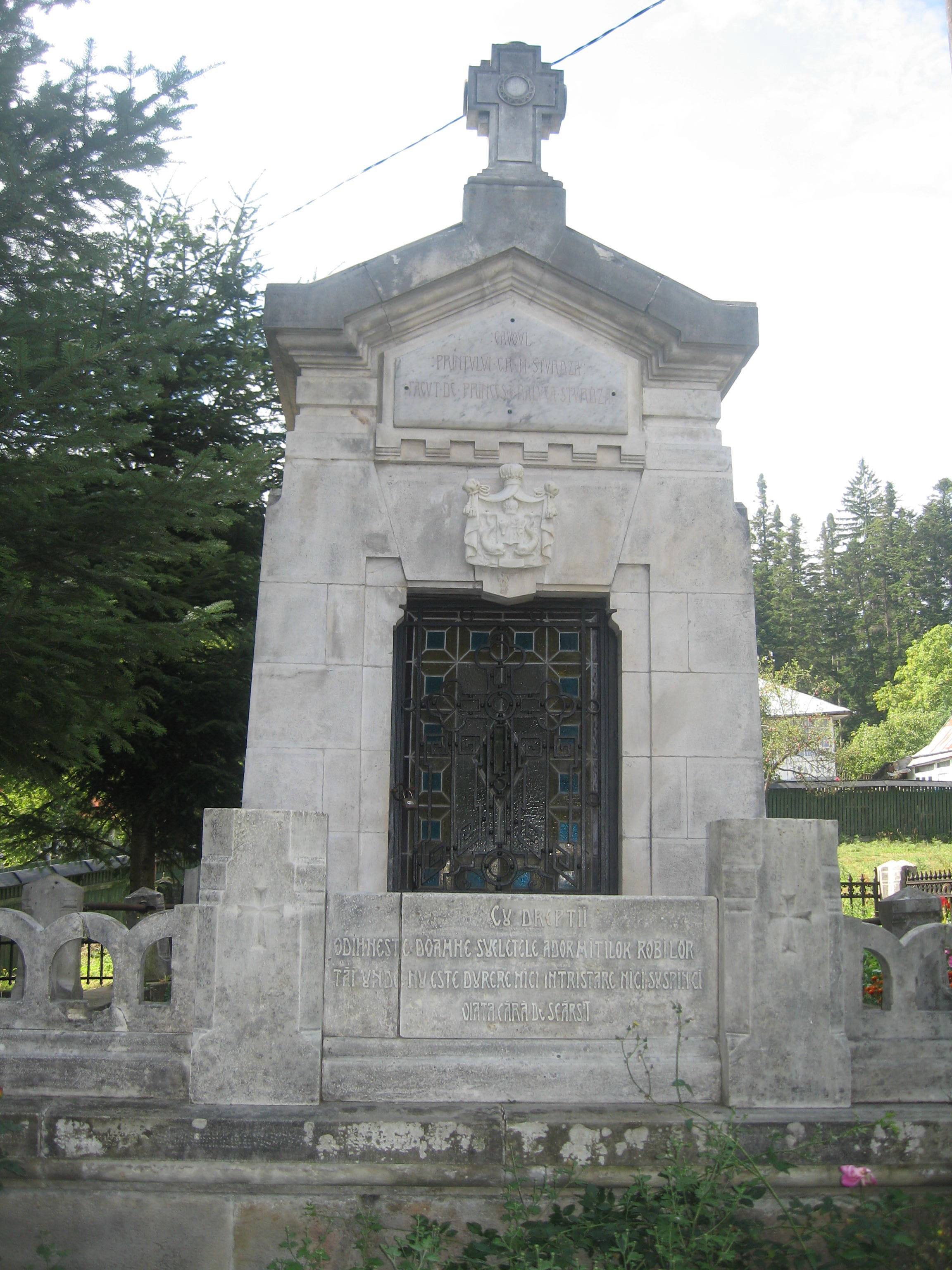
Cavoul prințului Grigore M. Sturdza în cimitirul mănăstirii
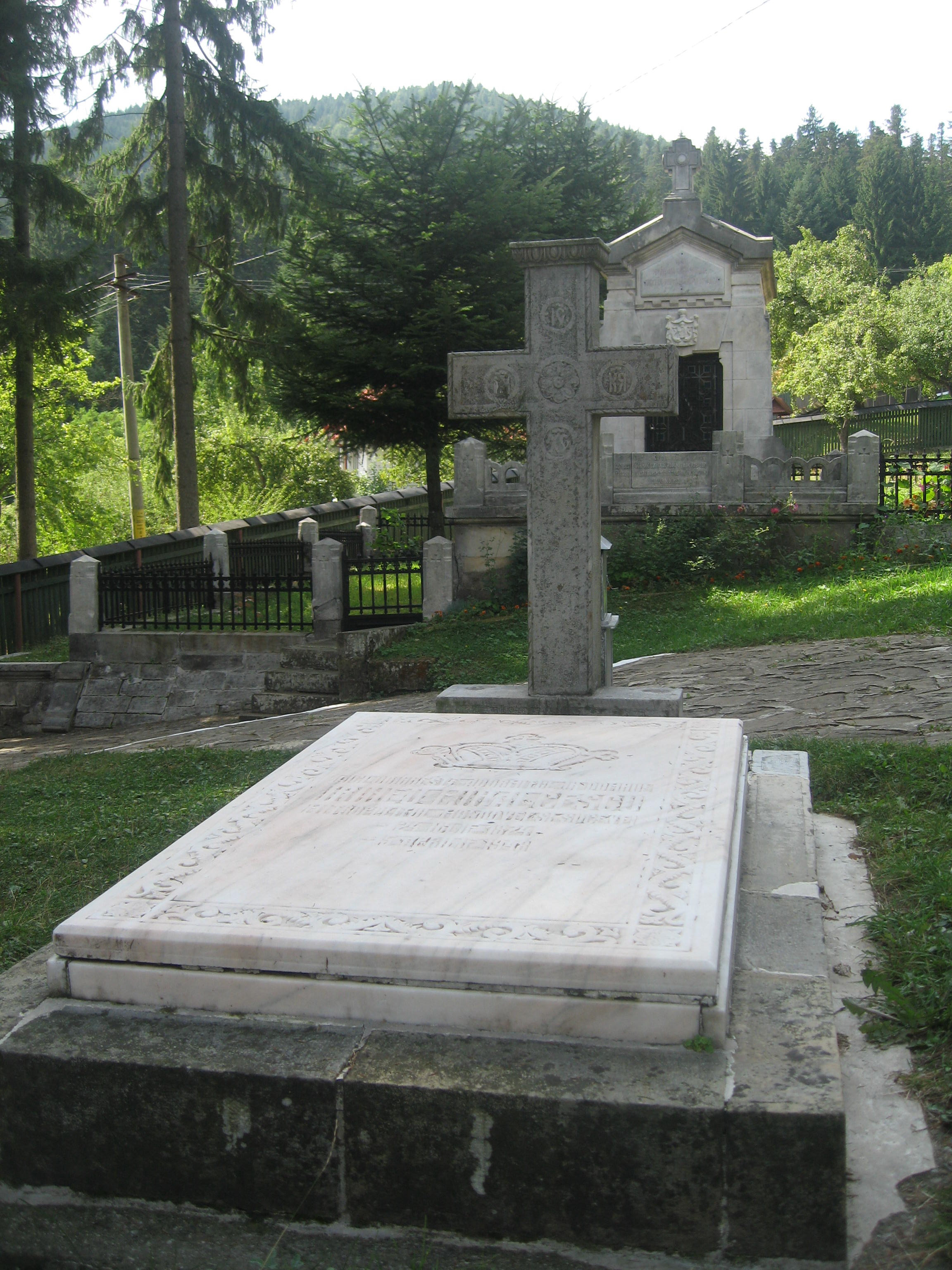
Mormântul mitropolitului Irineu Mihălcescu în cimitirul bisericii
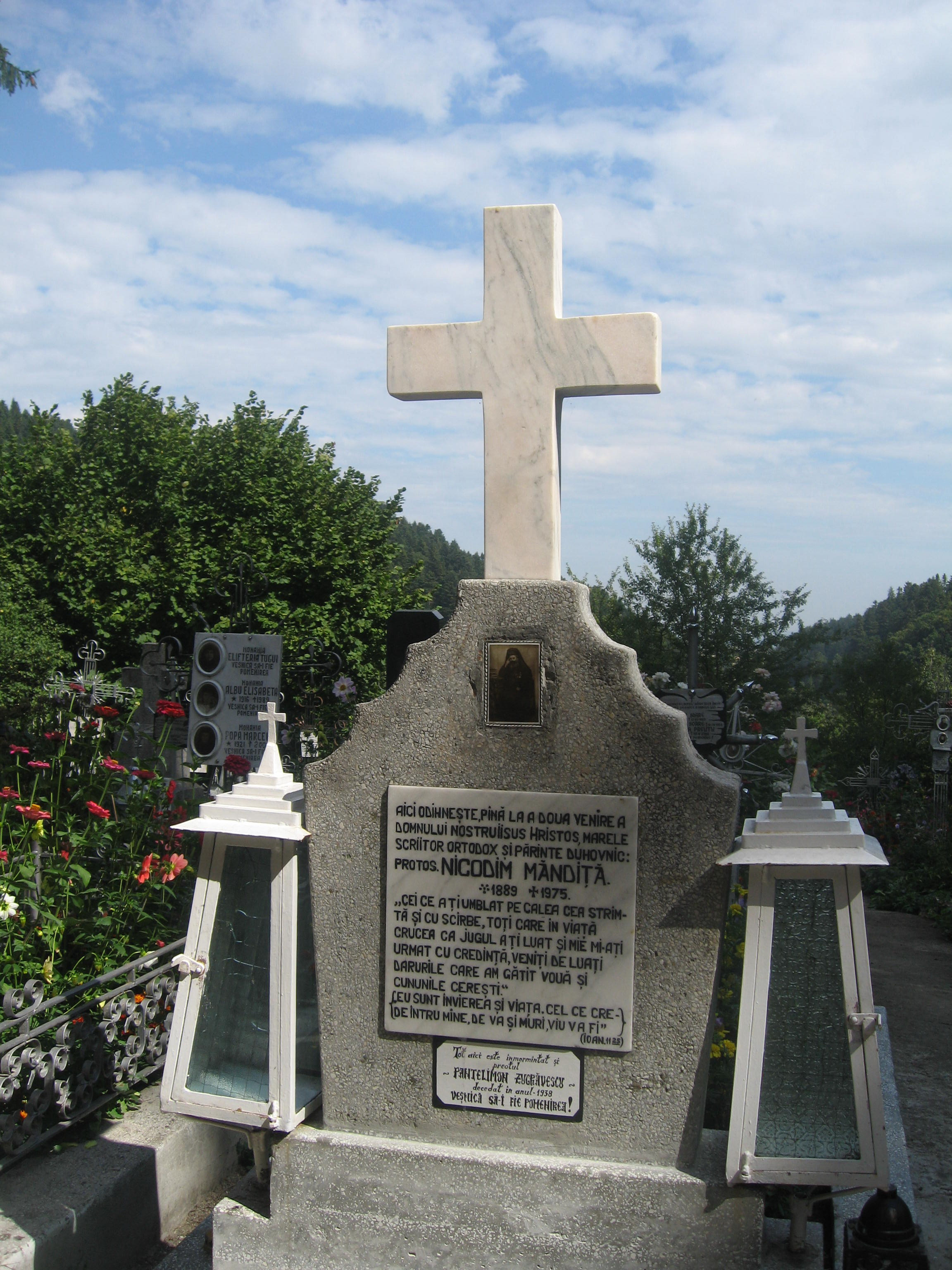
Mormântul protos. Nicodim Măndiță aflat în dreptul absidei altarului
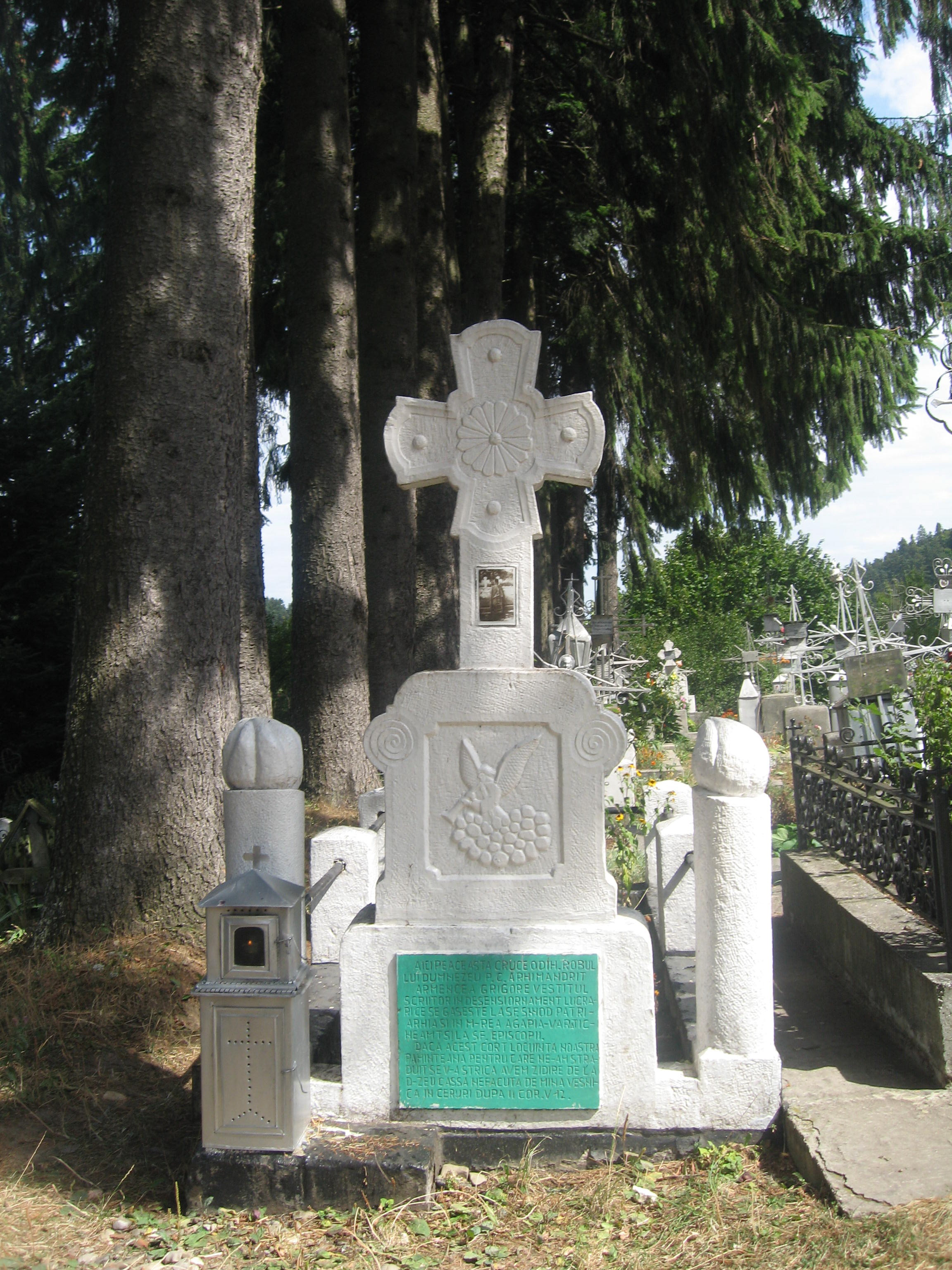
Mormântul arhimandritului Grigore Armencea în cimitirul bisericii
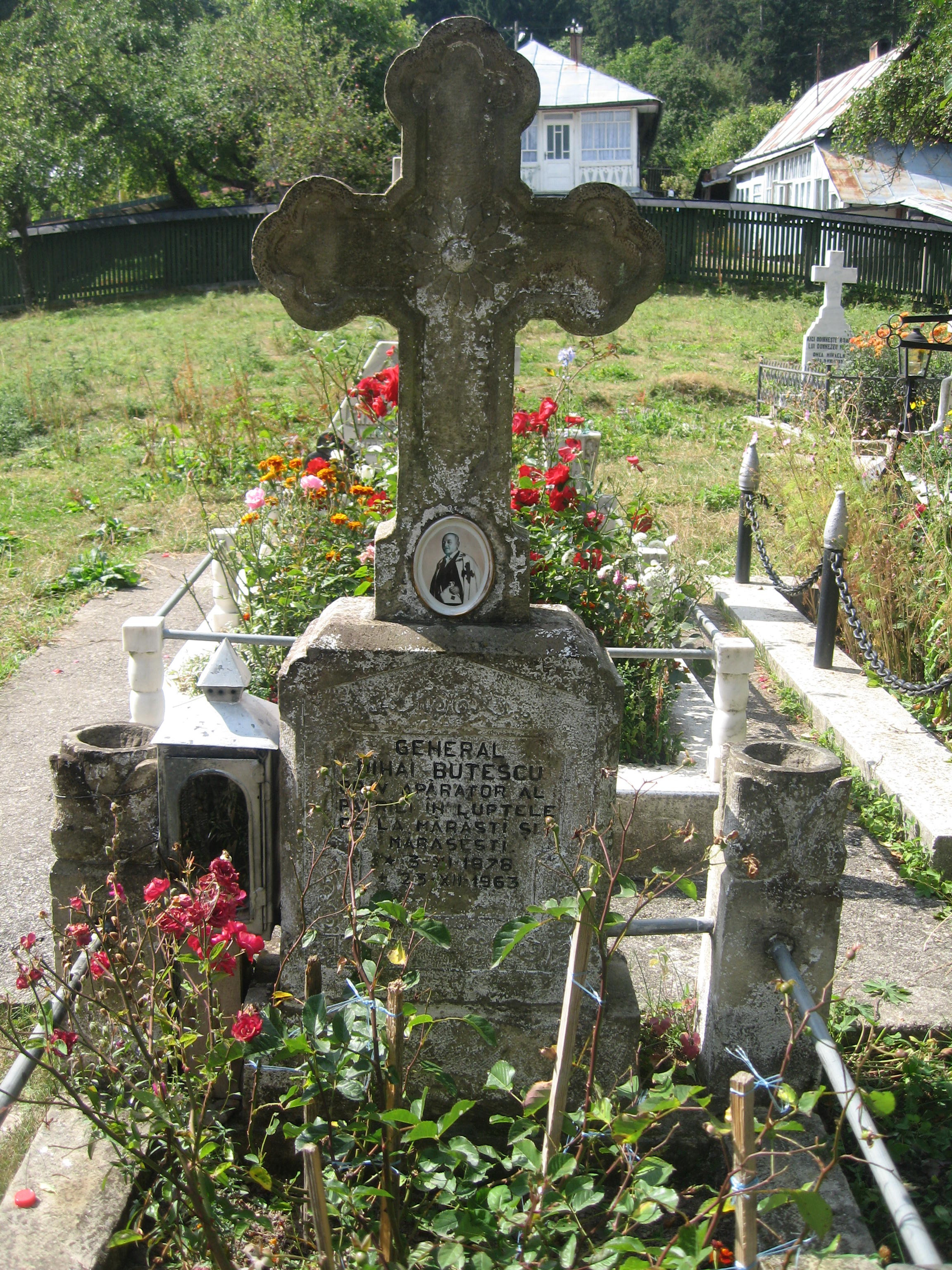
Mormântul generalului Mihai Butescu în cimitirul bisericii
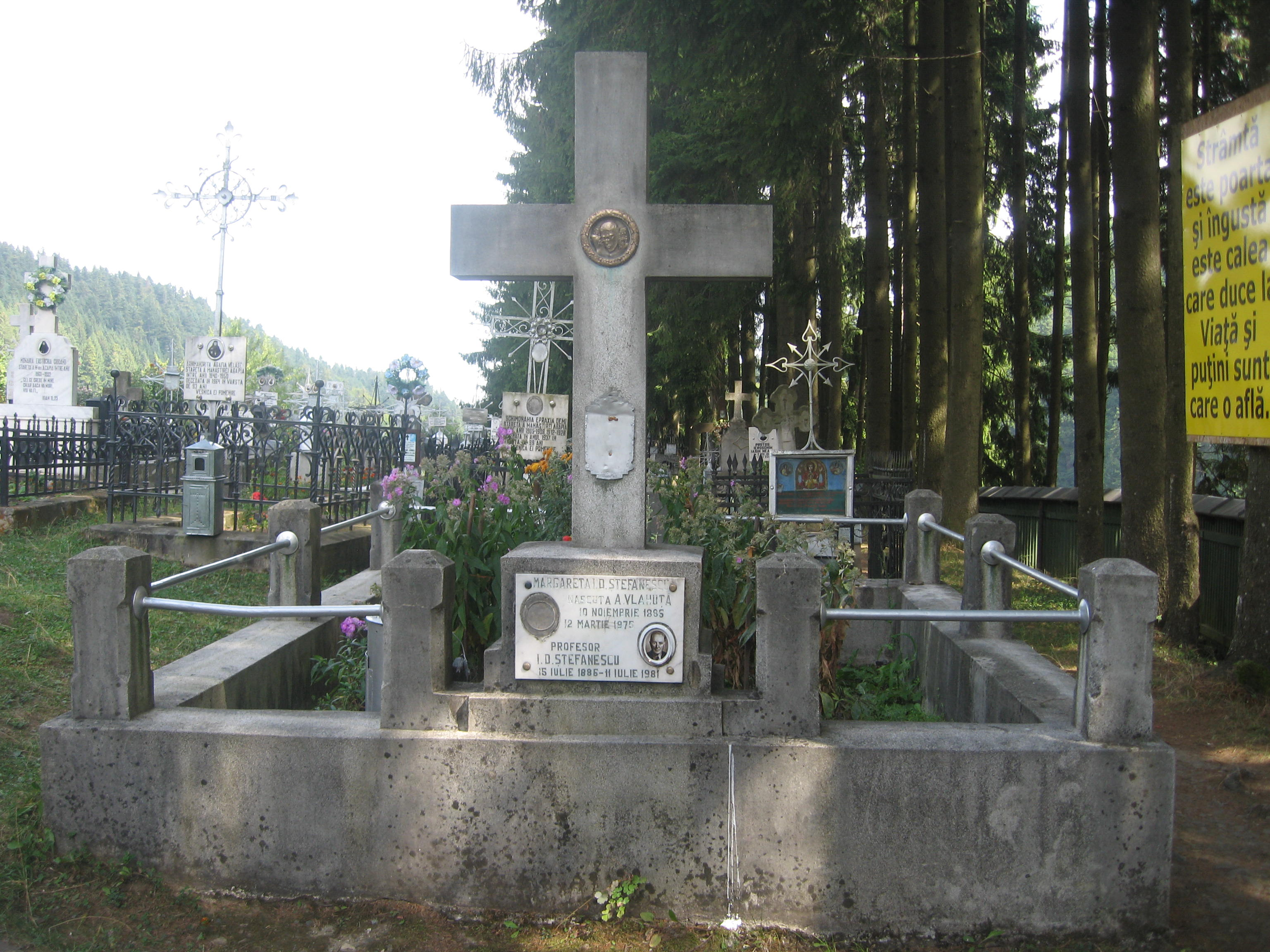
Mormântul profesorului I.D. Ștefănescu în cimitirul bisericii
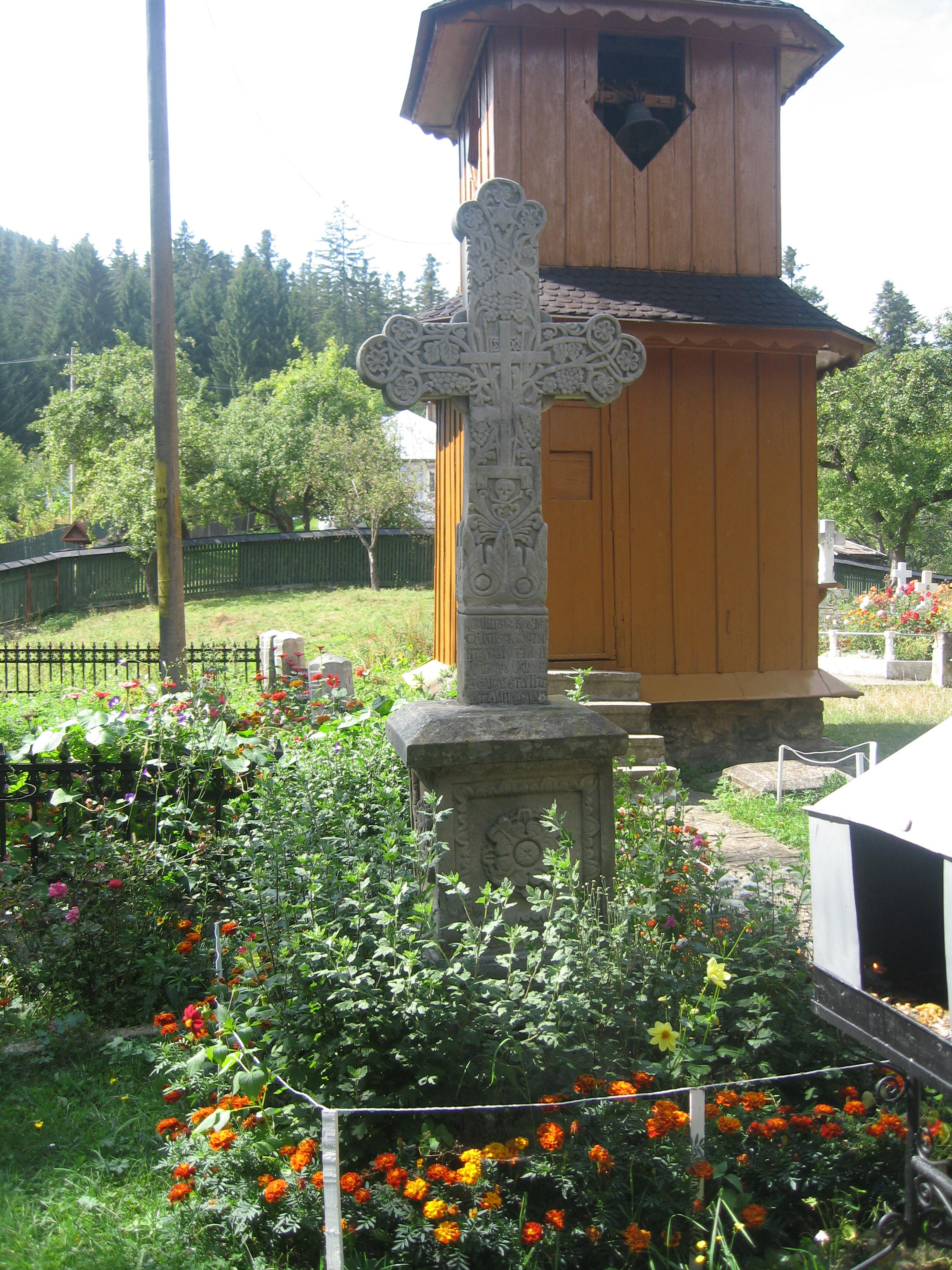
Mormântul schimonahiei Elisabeta